# Pachnobia griseola
Pachnobia griseola là một loài bướm đêm trong họ Noctuidae.